# Alanna Goldie
Pour les articles homonymes, voir Goldie (homonymie).
Alanna Goldie, née le 17 avril 1994 à Calgary, est une fleurettiste canadienne. Elle participe aux Jeux olympiques d'été de 2020 à Tokyo.

## Carrière
La fleurettiste Alanna Goldie est médaillée d'argent par équipes aux Championnats panaméricains d'escrime 2012, aux Championnats panaméricains d'escrime 2013, aux Championnats panaméricains d'escrime 2015 et aux Championnats panaméricains d'escrime 2016. Elle est également médaillée de bronze individuelle aux Championnats panaméricains 2012, 2013 et 2016 ainsi qu'aux Jeux panaméricains de 2015.
Elle a aussi participé aux Jeux olympiques de la jeunesse d'été de 2010, terminant quatrième de l'épreuve individuelle de fleuret et remportant le bronze en équipe mixte.

## Palmarès

### Sénior
- Épreuves de coupe du monde (tournois satellite)
  -  Médaille de bronze à Cancún sur la saison 2014-2015
  -  Médaille de bronze à Cancún sur la saison 2015-2016

- Championnats panaméricains
  -  Médaille d'argent par équipes aux championnats panaméricains 2011 à Reno
  -  Médaille d'argent par équipes aux championnats panaméricains 2012 à Cancún
  -  Médaille d'argent par équipes aux championnats panaméricains 2013 à Carthagène des Indes
  -  Médaille d'argent par équipes aux championnats panaméricains 2014 à San José
  -  Médaille d'argent par équipes aux championnats panaméricains 2015 à Santiago du Chili
  -  Médaille d'argent par équipes aux championnats panaméricains 2016 à Panama
  -  Médaille d'argent par équipes aux championnats panaméricains 2017 à Montréal
  -  Médaille d'argent par équipes aux championnats panaméricains 2018 à La Havane
  -  Médaille d'argent par équipes aux championnats panaméricains 2019 à Toronto
  -  Médaille de bronze en individuel aux championnats panaméricains 2012 à Cancún
  -  Médaille de bronze en individuel aux championnats panaméricains 2013 à Carthagène des Indes
  -  Médaille de bronze en individuel aux championnats panaméricains 2016 à Panama

- Jeux panaméricains
  -  Médaille d'or par équipes aux Jeux panaméricains de 2015 à Toronto
  -  Médaille d'argent par équipes aux Jeux panaméricains de 2011 à Guadalajara
  -  Médaille d'argent par équipes aux Jeux panaméricains de 2019 à Lima
  -  Médaille de bronze en individuel aux Jeux panaméricains de 2015 à Toronto

### Junior
- Jeux olympiques de la jeunesse
  -  Médaille de bronze par équipes (Amériques 1) aux Jeux olympiques de la jeunesse d'été de 2010 à Singapour